# Гацкі (Піньчовський повіт)
Гацкі (пол. Gacki) — село в Польщі, у гміні Пінчів Пінчовського повіту Свентокшиського воєводства.
Населення — 81 особа (2011).
У 1975-1998 роках село належало до Келецького воєводства.

## Демографія
Демографічна структура на день 31 березня 2011 року:
|          | Загалом | Допрацездатний вік | Працездатний вік | Постпрацездатний вік |
| -------- | ------- | ------------------ | ---------------- | -------------------- |
| Чоловіки | 41      | 12                 | 25               | 4                    |
| Жінки    | 40      | 10                 | 17               | 13                   |
| Разом    | 81      | 22                 | 42               | 17                   |